# Raoul Gatto
Raffaele Raoul Gatto (Catania, 8 dicembre 1930 – Meyrin, 30 settembre 2017) è stato un fisico italiano.

## Biografia
Dopo gli studi liceali a Trieste, nel 1946 si iscrisse alla Facoltà di Scienze dell'Università di Pisa, venendo pure ammesso allievo della Scuola Normale Superiore, laureandosi in fisica nel 1951 sotto la supervisione di Marcello Conversi (come relatore interno) e di Bruno Ferretti (come relatore esterno), con una tesi in fisica nucleare teorica dal titolo "I modelli a shell dei nuclei atomici".
Fu quindi assistente, a Roma, di Bruno Ferretti fino al 1956, quando, conseguita la libera docenza in fisica teorica, divenne membro del Lawrence Berkeley National Laboratory negli Stati Uniti, dove rimase fino al 1959. Qui, lavorò nel gruppo di Luis Álvarez, compiendo studi teorici e ricerche sperimentali in fisica delle particelle elementari, in particolare sulle interazioni deboli e gli adroni, nonché sulle loro simmetrie. In quegli anni, si rese conto dell'importanza dei metodi gruppali applicati alla fisica teorica ed alla teoria quantistica dei campi.
Nel 1959, rientrato in Italia, assunse la direzione del gruppo teorico dei Laboratori nazionali di Frascati, che principalmente operava sui risultati sperimentali ottenuti dal nuovo acceleratore di particelle AdA, ideato e costruito dal gruppo di fisici che facevano capo a Bruno Touschek e Giorgio Salvini e, allora, il primo collider al mondo elettrone-positrone (e--e+). In particolare, Gatto collaborò molto con Nicola Cabibbo sulla nuova elettrodinamica quantistica e la fisica dei neutrini, in particolare sugli urti e--e+ e le possibili simmetrie unitarie, con risultati che porteranno poi Cabibbo a formulare, tra l'altro, la proprietà di universalità delle interazioni deboli. 
Nel 1960, vinto un concorso, fu titolare della cattedra fisica teorica all'Università di Cagliari, che resse fino al 1963, quando passò alla stessa cattedra dell'Università di Firenze, in sostituzione di Giacomo Morpurgo, trasferitosi all'Università di Genova. Dal 1968 al 1971, Gatto tenne la stessa cattedra all'Università di Padova, quando passò a La Sapienza restandovi fino al 1976, quando si trasferì all'Università di Ginevra dove concluse la sua carriera accademica nel 1997. Tuttavia, anche a Ginevra, Gatto non perse mai i contatti con i suoi allievi e collaboratori italiani, che invitava regolarmente al Dipartimento di Fisica Teorica.
I suoi più importanti contributi li ha ottenuti, con circa 280 lavori, in fisica nucleare, in teoria quantistica dei campi, in elettrodinamica quantistica, nella fisica delle particelle e nel modello standard. Ha inoltre, da un punto di vista didattico, dato un notevole contributo alla formazione di giovani fisici teorici, alla cui scuola, svolta nelle varie sedi accademiche in cui ha lavorato, si sono formati, tra i tanti allievi e assistenti che ha avuto, Marco Ademollo, Guido Altarelli, Riccardo Barbieri, Franco Buccella, Roberto Casalbuoni, Sergio Ferrara, Ferruccio Feruglio, Giovanni Gallavotti, Luciano Maiani, Giuseppe Nardulli, Giorgio Parisi, Giuliano Preparata, Ettore Remiddi, Gianfranco Sartori, Franco Strocchi, Guido Tonin, Gabriele Veneziano.
Era, dal 1973, socio corrispondente dell'Accademia delle Scienze di Torino, dell'Accademia Nazionale dei Lincei dal 1975 (come socio nazionale, dal 1996) e fellow dell'American Physical Society dal 1973.

## Riconoscimenti
Tra i molti premi e riconoscimenti, ricevette il Premio Nazionale del Presidente della Repubblica nel 1975, il Premio per il Centenario della Società Italiana di Fisica (SIF) nel 1977, un premio di riconoscimento in occasione del "50º anniversario della Fisica delle Interazioni Deboli" tenutosi a Bologna nel 1984, la Medaglia di benemerito della SIF nel 2002 e, nel 2003, il Premio Enrico Fermi, sempre conferitogli dalla Società italiana di fisica, con la seguente motivazione: «...per i suoi lavori pionieristici nel campo dei decadimenti deboli delle particelle strane e per il suo ruolo di caposcuola in un settore fondamentale della fisica subnucleare».